# Freistrahl-Bindemittelauftrag

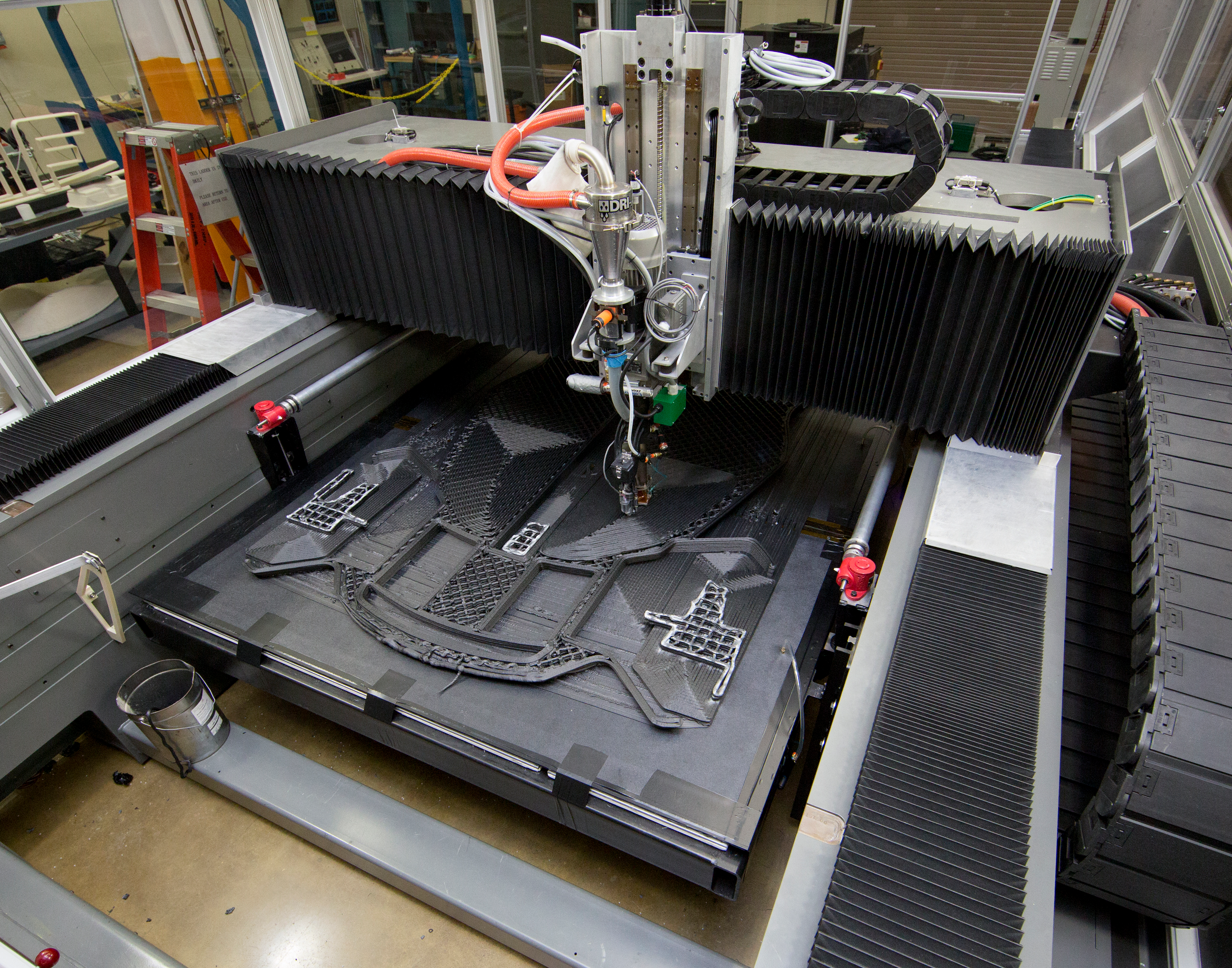
Freistrahl-Auftrag eines industriellen 3D-Druckers

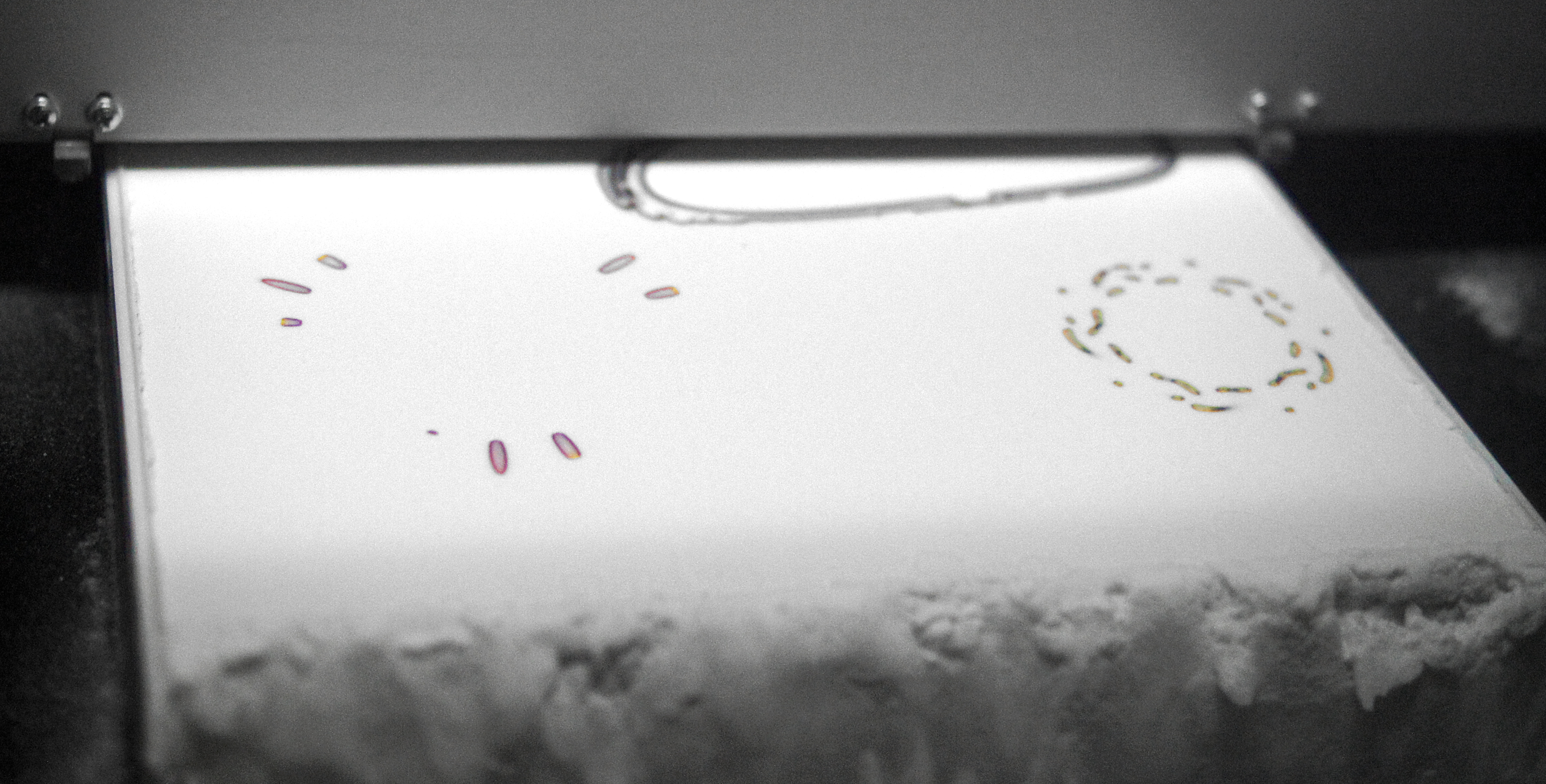
Das Binder Jetting zählt zum Freistrahl-Bindemittelauftrag

Der Freistrahl-Bindemittelauftrag ist eine Kategorie an Additiven Fertigungsverfahren gemäß der Norm DIN EN ISO 52900:2022-03. Bei den Additiven Fertigungsverfahren wird Material, in der Regel Schicht für Schicht, zusammengefügt um Werkstücke aus 3D-Modelldaten zu erzeugen. Zu den Verfahren dieser Kategorie zählen die Fertigungsprozesse, bei denen ein flüssiges Bindemittel an bestimmten Stellen („selektiv“) aufgetragen wird, um pulverförmiges Material zu verbinden.
Zu den verwendeten Werkstoffen zählen Pulver aus Gips, Kunststoff, Metall oder Keramik jeweils in Verbindung mit einem flüssigen Bindemittel. Die Energie zum Fügen der Pulverpartikel wird durch eine chemische Reaktion des Bindemittels eingebracht.

## Verfahren und Bezeichnungen
In diese Kategorie fallen unter anderem folgende Verfahren:
- Binder Jetting[3][4]
- Multi Jet Fusion[4]